# 尼古拉斯·卡爾多
尼古拉斯·卡爾多（英語：Nicholas Kaldor，1908年6月12日—1986年9月30日），生於匈牙利布達佩斯，英國著名經濟學家，劍橋大學教授，專長為經濟成長理論。
1974年7月9日，獲得英國終身貴族的資格，可以使用卡爾多男爵（Baron Kaldor）的頭銜。

## 生平
卡爾多在布達佩斯出生，曾在布達佩斯與柏林受教育，最後在英國倫敦政治經濟學院取得學位，並成為講師。

## 學術貢獻
1939年時曾提出卡爾多-希克斯效率（Kaldor-Hicks efficiency）。